# Agua (Tainy e J Balvin)
Agua è un singolo del produttore discografico Tainy e del cantante colombiano J Balvin pubblicato il 9 luglio 2020.

## Descrizione
Il singolo, prodotto da Tainy, fa parte della colonna sonora del film SpongeBob - Amici in fuga. Il brano interpola la sigla della serie animata, creata nel 1999.

## Video musicale
Il 15 luglio è stato pubblicato il video musicale del brano su YouTube dove sono presenti scene animate con i personaggi del film. Nella sua prima settimana il videoclip ha raggiunto le 35,9 milioni di visualizzazioni.

## Tracce
Testi e musiche di José Balvín, Españ Masís, Stephen Hillenburg, Mark Harrison, Juan Camilo Vargas, Ivanni Rodríguez, Derek Drymon, Blaise Smith, Alejandro Borrero, Kevyn Moreno, Jesús Cortés, Alejandro Ramirez.
1. Agua – 2:38

## Classifiche

### Classifiche settimanali
| Classifica (2020)   | Posizione massima |
| ------------------- | ----------------- |
| Argentina           | 3                 |
| Italia              | 89                |
| Paesi Bassi         | 98                |
| Perù                | 29                |
| Spagna              | 1                 |
| Svizzera            | 80                |
| Stati Uniti         | 102               |
| Stati Uniti (Latin) | 5                 |

### Classifiche di fine anno
| Classifica (2020) | Posizione |
| ----------------- | --------- |
| Spagna            | 54        |